# Wim-Jan Renkema
Wim-Jan Renkema (Drachten, 4 maart 1968) is een Nederlands voormalig politicus namens GroenLinks. Van 13 juni 2018 tot 31 maart 2021 was hij lid van de Tweede Kamer der Staten-Generaal.

## Biografie
Renkema groeide op in het Friese Opsterland, als zoon van een 'hoofdmeester'. Hij studeerde onderwijskunde aan de Rijksuniversiteit Groningen, liep stage in Mozambique en werkte bij UNESCO in Parijs. Ook ondersteunde hij de universitaire samenwerking met ontwikkelingslanden. Hij was al lang actief in het Nederlandse onderwijs: als inspecteur, PABO-directeur, rector, bestuurder en toezichthouder.
In 1990 werd hij lid van GroenLinks en binnen de partij was hij lokaal, regionaal en landelijk actief. Op 13 juni 2018 werd hij geïnstalleerd als lid van de Tweede Kamer der Staten-Generaal in de vacature die ontstaan was na het vertrek van Liesbeth van Tongeren.
In de Tweede Kamer was Renkema woordvoerder voor Sociale Zaken en Werkgelegenheid. Hij hield zich bezig met verschillende onderwerpen in het sociaal domein, zoals: armoede, schuldhulpverlening, arbeidsomstandigheden, de participatiewet, de WMO, geestelijke gezondheidszorg, gehandicaptenbeleid, het persoonsgebonden budget preventie en publieke gezondheidszorg. Hij schreef een initiatiefwet die werknemers toegang geeft tot een vertrouwenspersoon.
Sinds 2020 was Renkema tevens voorzitter van de vaste commissie voor Economische Zaken en Klimaat. Na de verkiezingen van maart 2021 keerde hij niet meer terug.
- Parlement.com: vk9ekk7b3lt8